# Wishmaster 2 - Il male non muore mai
Wishmaster 2 - Il male non muore mai (Wishmaster 2: Evil Never Dies) è un film del 1999 diretto da Jack Sholder.
Film horror uscito direttamente in home video il 12 marzo 1999, con protagonisti Holly Fields e Andrew Divoff.

## Trama
Morgana, una giovane rapinatrice di banche, insieme al suo compagno Eric, entra in possesso di una pietra preziosa dopo una rapina ad un museo andata male. Sfortunatamente ella la strofina, facendo risvegliare il malefico demone Djinn. Quest'ultimo poi, dopo essersi tramutato in umano e dopo essere stato rinchiuso in prigione accusato della tentata rapina al museo, si allea con un russo per la sua ricerca di mille e uno anime. Toccherà a Morgana fermarlo.

## Sequel
- Wishmaster 3 - La pietra del diavolo (Wishmaster 3: Beyond the Gates of Hell, 2001)
- Wishmaster 4 - La profezia maledetta (Wishmaster 4: The Prophecy Fullfilled, 2002)